# JK Kalev Sillamäe
JK Sillamäe Kalev ist ein estnischer Fußballverein aus der Stadt Sillamäe. Der Verein existiert seit 1951 und stieg 2007 zuletzt in die Meistriliiga auf. Zur Saison 2018 hin wurde dem Verein aufgrund hoher Schulden die Lizenz für die erste Liga verweigert. Sillamäe muss nun in der viertklassigen Esiliiga antreten. Gespielt wird im Sillamäe Kalevi staadion, das etwa 3000 Zuschauer fasst.

## Erfolge
- Estnischer Pokalsieger
  - 1977, 1978
- Estnischer Pokalfinalist
  - 1979 1988, 2016

## Europapokalbilanz
| Saison  | Wettbewerb         | Runde                  | Gegner          | Gesamt    | Hin     | Rück          |
| ------- | ------------------ | ---------------------- | --------------- | --------- | ------- | ------------- |
| 2010/11 | UEFA Europa League | 2. Qualifikationsrunde | FK Dinamo Minsk | 01:10     | 1:5 (A) | 0:5 (H)       |
| 2014/15 | UEFA Europa League | 1. Qualifikationsrunde | FC Honka Espoo  | (a)4:4(a) | 2:1 (H) | 2:3 n. V. (A) |
| 2014/15 | UEFA Europa League | 2. Qualifikationsrunde | FK Krasnodar    | 0:9       | 0:4 (H) | 0:5 (A)       |
| 2015/16 | UEFA Europa League | 1. Qualifikationsrunde | Hajduk Split    | 3:7       | 1:1 (H) | 2:6 (A)       |

Gesamtbilanz: 8 Spiele, 1 Sieg, 1 Unentschieden, 6 Niederlagen, 8:30 Tore (Tordifferenz −22)